# De rots der struikeling
De rots der struikeling is een roman van de Nederlands-Antilliaanse schrijver en dichter Boeli van Leeuwen, verschenen in 1959. Het is zijn debuutroman en een van zijn meest bekende werken. Het werk wordt samen met Een vreemdeling op aarde (1962) en De eerste Adam (1966) ook wel 'de trilogie of a displaced person' genoemd.

## Het verhaal
In de inleiding geeft de verteller, een oud-studiegenoot van het hoofdpersonage, een voorbeschouwing op het verdere verhaal. De verteller introduceert Eddy Lejeune, zoon van een van de laatste plantage-eigenaren van Band'abou, het westelijke deel van het eiland Curaçao. De verteller reflecteert op Eddy's noodlottig overlijden tijdens het duiken naar diamanten in Venezuela. In de daaropvolgende hoofdstukken is Eddy aan het woord. Hij vertelt over zijn jeugd, over zijn vader, die hij ten onder ziet gaan aan de drank wanneer Eddy zelf 15 is, en Eddy's gedwongen vertrek van het eiland. Als hij verliefd wordt op een meisje van een andere stand, sturen zijn ouders hem naar Nederland, 'om hem [..] om te toveren van een verwilderde joe di Corsou (Curaçaoënaar) tot een oppassende Nederlandse jongen.' Eddy komt terecht in een kostgezin, waar hij in aanraking komt met het calvinistische geloof. Hij vertrekt daarop naar Leiden om enkele maanden medicijnen, en daarna rechten te gaan studeren. Als de oorlog uitbreekt ziet Eddy zich gedwongen om zijn studie te onderbreken. Tijdens de oorlog belandt hij in een concentratiekamp, waar hij zijn medegevangenen romantische verhalen vertelt over zijn geboorte-eiland. Hij overleeft de oorlog, maakt zijn studie af en vertrekt naar Venezuela, waar hij samen met zijn vriend Matopeck gaat duiken naar diamanten. De lezer weet dan reeds hoe het zal eindigen met Eddy.

## Achtergrond
Van Leeuwen wordt door literatuurwetenschappers dikwijls als 'existentialist' bestempeld. Van Leeuwens collega-schrijver Cola Debrot noemt hem een van de belangrijkste vertegenwoordigers van het Antilliaanse existentialisme. In De rots der struikeling is de invloed van het existentialisme merkbaar. Thema's die raken aan de menselijke existentie zijn sterk vertegenwoordigd in de roman. Het bestaan op aarde wordt teruggebracht tot leven en dood. Van het leven wordt niet veel verwacht. Dit wekt een nihilistische en pessimistische kijk op de wereld. Volgens Wim Rutgers zijn de hoofdpersonages in de romans van Van Leeuwen zoekende mensen. Hij beschrijft het hoofdpersonage als 'een mens op queeste, die zijn bestemming in existentialistische zin wenst te ontdekken.' Het hoofdpersonage wordt daarin gehinderd door enerzijds een onbuigzame God tot wie geen toenadering mogelijk lijkt, en anderzijds zijn maatschappelijke positie, die hem tot slachtoffer maakt. Het hoofdpersonage is in het werk van Van Leeuwen doorgaans, en zo ook in De rots der struikeling, een blanke Curaçaoenaar. Deze blanke Curaçaoenaar neemt een minderheidspositie in ten opzichte van de gekleurde bevolking. Van Leeuwen behoort zelf ook tot deze minderheidsgroep. Van Leeuwen is een zogenaamde 'protestant blanku', iemand die is voortgekomen uit de relatief kleine groep van protestante blanken op Curaçao.
Van Leeuwen heeft zijn existentialisme vorm gegeven binnen het modern- christelijke denken van Søren Kierkegaard en Pierre Teilhard de Chardin. Hij legt in navolging van de Deense filosoof Kierkegaard in De rots der struikeling de nadruk op de zoektocht naar een individuele band met God. Dogmatische en algemene waarheden worden door Kierkegaard aan de kant gezet voor een 'persoonlijke waarheid'. Dit staat in lijn met de ideologie van Van Leeuwen, die voorbij de grenzen en verdelingen van de christelijke leer kijkt en zijn fascinatie voor zowel het protestantisme als het katholicisme uitspreekt. Van Leeuwen verbindt net als Teilhard de Chardin het aardse met het goddelijke. In De rots der struikeling komt dit onder andere naar voren in de vader-zoonrelatie, die zowel een aardse als een religieuze inslag heeft. Van Leeuwen wijst daarnaast net als Teilhard de Chardin op een zekere bezieling van de aardse materie. In de roman is dit terug te zien in de mystificatie van het eiland Curaçao. Van Leeuwen kan zich echter niet vinden in het collectivisme dat Teilhard de Chardin in zijn werk voor ogen heeft. Hij zet zich hier tegen af, door de spanningen tussen het individu en het collectief weer te geven. In De rots der struikeling komt dit bijvoorbeeld naar voren in de vertelling over 'Tante Da', die binnen haar sociale kringen geremd wordt in haar persoonlijke, romantische verlangens en toekomstidealen.
Van Leeuwen is tevens beïnvloed door denkers als Jean-Paul Sartre, Albert Camus en Simone de Beauvoir.

## Motieven
Een belangrijk motief in de roman is de tegenstelling tussen hemel en aarde. In De rots der struikeling is het hoofdpersonage op zoek naar zowel zijn aardse als zijn hemelse Vader. Van Leeuwen ziet religie als de onderscheidende factor tussen mens en aap. In een interview met Jos de Roo zegt Van Leeuwen hierover: ‘De mens zoekt het eeuwige, de hemel, zoals jij het noemt, maar krijgt het niet te pakken. Wij moeten een stuk van de hemel in ons dragen.' In de roman verlangt het hoofdpersonage de complexiteit van zijn bestaan te reduceren tot zijn essentiële bestanddelen: 'hemel en aarde en daartussen de mens.' Volgens Rutgers koppelt Van Leeuwen de Curaçaose setting aan metafysica. Rutgers ziet deze verbintenis van Curaçao en God in de titel tot uitdrukking komen. Met 'de rots der struikeling' wordt volgens hem zowel het eiland als God bedoeld. De uit de Bijbel afkomstige term komt naast in de titel en enkele malen in het verhaal, tevens voor in het motto:
'dan zal Hij een steen des aanstoots zijn | en een rots der struikeling Jesaja 8:14'
Naast deze dubbele rol van vaderfiguur is er in de roman aandacht voor de moederfiguur. Volgens De Roo wordt de moederfiguur in het werk consequent in verband gebracht met de dood. Over de moederfiguren in De rots der struikeling zegt De Roo: 'Zij kunnen bedrog plegen, waardoor de existentiële onzekerheid al begint bij het verwekken van het leven.' 'Bij Eddy Lejeune brengt het [het overspel, red.] onzekerheid over wie zijn vader is. Metafysisch gezien moet dat geïnterpreteerd worden als: de mens is onzeker over God.'
De beklemming van sociale controle van de relatief overzichtelijke en kleine gemeenschap op het eiland is tevens een belangrijk motief. Volgens Jos de Roo kan de spotzucht tegenover de bovenliggende partij in De rots der struikeling worden gezien als een redding 'tegen de verstikking van een maatschappij die het individu dwingend een rol voorschrijft.' Eddy Lejeune vergelijkt de Curaçaose maatschappij met een toneel. Eddy: 'En hoewel we allemaal weten dat onze rollen geen realiteit inhouden, gaan we toch allemaal zo in onze handelingen op, dat we karikaturen van onze persoonlijkheid worden. Als laatste redding grijpen we dan maar naar de zelfspot en de lasterpraat.'
Ook verval is een belangrijk thema in De rots der struikeling. [Wim Rutgers stelt het verval in de roman gelijk aan de ondergang van de oude families, met name de teloorgang van het geslacht van blanke plantage-eigenaren. In de vermeende rassenvermenging komt dit verval naar voren: 'In mijn jeugd waren we in sociaal opzicht volstrekt gescheiden van de negers; toch leefden we zo dicht naast elkaar dat er diep-menselijke betrekkingen ontstonden. (..) Zo sterk was hun gevoel voor verhoudingen, dat ik pas als volwassen man hoorde dat een van de vriendjes, die met mij door de cunucu [het ruige, onbewoonde land van Curaçao, red.] rende en op mijn verjaardagen zo verlegen in de vensterbank zat, een halfbroer van mij was. En zelfs toen heeft het mij nog als een mokerslag getroffen.' Rutgers stelt dat de plantagehouder zich ondanks de economische en fysieke ondergang bewust blijft van zijn stand en zich nog steeds ziet als 'de prins der schepping als heer en meester in zijn 'maatschappij in miniatuur', die de plantage eenmaal was.'

## Schrijfstijl
In de inleiding maakt de verteller een onderscheid in schrijfstijlen: 'Het frappeerde me dat Eddy in twee stijlen schrijft: wanneer hij over Nederland spreekt is zijn proza nuchter en constaterend doch wanneer hij echter de plaats van handeling naar Curaçao verlegt, schrijft hij in een lyrisch proza, waarin de taal van de Bijbel doorklinkt.' De verteller vervolgt door te benadrukken dat de eenheid van de verhalen niet gezocht moet worden in de vorm, maar in de geest van de verhalen en het gevoelsleven die ze oproepen. Jos de Roo brengt hier tegenin dat dit onderscheid niet opgaat, en dat juist enkele passages over Nederland uitermate lyrisch zijn. Van Leeuwen antwoordt de Roo hierop als volgt: ‘Ik geloof dat je gelijk hebt. Ik geloof dat ik die onderscheiding wilde maken bij wijze van literaire cesuur of zoiets, maar dat het helemaal niet opgaat. Je kan niet anders vertellen dan je bent. Het maakt dus niet zoveel verschil. Als ik me goed herinner, heb ik toen gedacht dat ik de neiging had, als ik over Curaçao sprak, to pull out all the stops. Dat ik dan overdreven barok werd. En wanneer ik over Nederland sprak, dat ik meer factual was.’

## Receptie
In 1959 verscheen de roman eerst op Curaçao. Het werk zou aanvankelijk bij de fraters op Scherpenheuvel worden uitgebracht, maar dezen zagen er uiteindelijk vanaf. Het boek zou een 'pornografische inslag' hebben. Van Leeuwen besloot het uit te geven in eigen beheer met subsidie van boekhandelaar Abram Salas. Een jaar later verscheen de tweede druk bij P.N. van Kampen & Zoon in Amsterdam. De roman leverde Van Leeuwen zijn bekendheid op als schrijver en hij ontving de Vijverbergprijs (tegenwoordig de F. Borderwijkprijs). In het juryrapport valt het volgende te lezen:
'Deze roman, die door de kritiek algemeen als een verrassing werd beschouwd, is een merkwaardige en boeiende manifestatie van de Antilliaanse literatuur, waarvan sedert de vooroorlogse publicaties ‘Zuid-Zuid-West’ van Albert Helman en ‘Mijn zuster de negerin’ van Cola Debrot nog slechts spaarzaam uitingen tot ons zijn doorgedrongen. […] Het boek is door zijn frisheid van taal en verbeelding, door zijn plastiek en vooral door die voor de Antilliaanse sfeer zo typerende klankrijke, neuriënde en fascinerende melodie, naar het oordeel van de advies-commissie een zo bijzondere verschijning, dat het een bekroning met de Vijverbergprijs rechtvaardigt.'
In 1964 werd de Spaanse vertaling, La Piedra de Tropiezo, uitgebracht. De rots der struikeling behoort tot de weinige Antilliaanse boeken die in een wereldtaal vertaald werden. Daarmee staat het werk van Van Leeuwen in het lijstje met Weekendpelgrimage van Tip Marugg, Mijn zuster de negerin van Cola Debrot en Dubbelspel van Frank Martinus Arion.
In het hierboven reeds aangehaalde interview citeert Van Leeuwen een niet nader genoemde recensent, die de Curaçaose inslag van het verhaal blootlegt: 'Het is een iepenboom waar amandelen aan bloeien. Het mag wel zijn dat er een Hollandse ondergrond in zit, en dat hij in het Hollands schrijft, maar als je daar als lezer tegenaan gaat kijken, zie je allemaal bloemen aan die boom die wij niet hebben.'